# Јасенове
Јасенове (слч. Jasenové) насељено је мјесто са административним статусом сеоске општине (слч. obec) у округу Жилина, у Жилинском крају, Словачка Република.

## Становништво
| Година:    | 1994. | 2004.   | 2014.   | 2024.   |
| ---------- | ----- | ------- | ------- | ------- |
| Број људи: | 621   | 635     | 599     | 603     |
| Разлика:   |       | +2,25 % | -5,66 % | +0,66 % |

| Година:    | 2023. | 2024. |
| ---------- | ----- | ----- |
| Број људи: | 603   | 603   |
| Разлика:   |       | +0 %  |

Према подацима о броју становника из 2024. године насеље је имало 603 становника.